# Dendrodasys rubomarinus
Dendrodasys rubomarinus is een buikharige uit de familie van de Dactylopodolidae. De wetenschappelijke naam van de soort werd voor het eerst geldig gepubliceerd in 1954 door Wilke